# Anopsicus facetus
Anopsicus facetus är en spindelart som beskrevs av Willis J. Gertsch 1982. Anopsicus facetus ingår i släktet Anopsicus och familjen dallerspindlar.
Artens utbredningsområde är Costa Rica. Inga underarter finns listade i Catalogue of Life.